# Doce Notas
Doce Notas es una revista de música y danza fundada en 1996 por el compositor Jorge Fernández Guerra y la crítica de arte Gloria Collado. Su vocación desde un principio fue servir de puente entre los sectores profesionales de la música y el ámbito del aficionado. Nacida en soporte tradicional de papel, Doce Notas alcanzó los 59 números (1996-2008) y  20 números de sus monográficos: Doce Notas Preliminares uno de sus grandes éxitos editoriales. Gloria Collado Guevara asume la edición y la dirección de Doce Notas desde el año 2001.

## Edición Impresa
Los monográficos Doce Notas Preliminares (1997-2007), dedicados a la creación contemporánea en general y a la educación musical en particular, se han convertido hoy en obras de referencia de algunos de los temas abordados a lo largo de una década: Postmodernidad, El papel de la crítica, Creación en tiempo real, Enseñanza superior de la música, Ópera contemporánea, Serialismo, Interpretación y análisis musical, entre otros. 
Doce Notas Preliminares se ha transformado en la actualidad en la colección de libros “Preliminares ensayo” de los que se han publicado dos títulos: “La visión fotográfica. Curso de fotografía para jóvenes fotógrafos” (edición agotada), de Eduardo Momeñe, y “Cuestiones de ópera contemporánea. Metáforas de supervivencia”, de Jorge Fernández Guerra.
docenotas.com cuenta en la actualidad con un medio de difusión en papel: la revista DaD (Día a Día de la música y la danza) en la que se mantienen las secciones de actualidad (con entrevistas, avances de programación de música, danza, ópera y conciertos para niños) publicaciones (libros, discos y partituras), cursos y concursos. 
DaD comenzó su andadura en abril de 2008 y todos los números publicados pueden consultarse en docenotas.com y descargarse en PDF. 

## Guía de Escuelas y Conservatorios
La Guía de Conservatorios y Escuelas de Música y de Danza en España, de la que se realizaron tres ediciones desde su creación en 2001, es otro de los objetivos alcanzados en su día por Doce Notas. Actualmente sólo se edita en versión digital y puede consultarse en docenotas.com donde se actualiza constantemente, algo fundamental en un directorio de estas características.

## Edición digital
La apuesta por Internet de Doce Notas refuerza su posición como uno de los medios de comunicación de referencia dentro del panorama musical desde su creación en 1996. Doce Notas se encuentra en la red desde 2002, pero su apuesta como revista digital de música y danza, con actualizaciones diarias, se inicia en 2008.   
La edición digital le ha permitido ampliar y agilizar el diálogo que siempre ha perseguido entre los distintos sectores que componen la vida musical: intérpretes, compositores, gestores, profesores, estudiantes, luthieres, fabricantes de instrumentos, promotores, editores y aficionados. 